# قائمة إصدارات سلسلة شراع
سلسلة شراع، هي سلسلة كتب حققت انتشارا واسعا في المغرب تحت شعار «من أجل مجتمع مغربي قارئ» فكرة إصدارها تعود للصحافي المغربي خالد مشبال. ومنذ انطلاقها في مارس (آذار) 1996 وإلى توقفها الاضطراري في يناير (كانون الثاني) 2001 تم إصدار حوالي مئة كتاب موزعة بين أربع سلسلات:
- 76 عدد في «كتاب سلسلة شراع»،
- 12 عددا في «سلسلة ابداعات شراع»،
- 03 أعداد في «موسوعة شراع الشعبية في ثقافة التراث»
- عدد واحد في كتاب السنة.

## 1996
- كتاب: حوار التواصل -- المؤلف: المهدي المنجرة، (العدد 1 / مارس 1996).
- كتاب: المغرب بأصوات متعددة -- المؤلف: محمد العربي المساري، (العدد 2/ أبريل 1996).
- كتاب: بخط اليد -- المؤلف: عبد الجبار السحيمي، (العدد 3/ ماي 1996).
- كتاب: قضايا راهنة -- المؤلف: مصطفى القرشاوي، (العدد 4/ يونيو 1996).
- كتاب: مساءلة الحداثة -- المؤلف: نجيب العوفي، (العدد 5/ يوليوز 1996).
- كتاب: باهي..الصحافي والمناضل -- المؤلف: وكالة شراع، (العدد 6/ غشت 1996).
- كتاب: اللذة والعنف -- المؤلف: لحسن العسبي، (العدد 7/ سبتمبر 1996).
- كتاب: في اللغة والأدب -- المؤلف: عبد الله كنون، (العدد 8/ أكتوبر 1996).
- كتاب: الثقافة والمجتمع المدني -- المؤلف: عبد الغني أبو العزم، (العدد 9/ نوفمبر 1996).
- كتاب: قضايا وشجون -- المؤلف: قاسم الزهيري، (العدد 10/ ديسمبر 1996).

## 1997
- كتاب: الباحة والسنديان، المؤلف: العياشي أبو الشتاء، (العدد 11/ يناير 1997).
- كتاب: أصحاب السعادة، المؤلف: عبد الرفيع جواهري، (العدد 12/ فبراير 1997).
- كتاب: الناس والسلطة، المؤلف: حسن نجمي، (العدد 13/ مارس 1997).
- كتاب: عبد الكريم الخطابي حرب الريف والرأي العالمي، المؤلف: الطيب بوتبقالت، (العدد 14/ أبريل 1997).
- كتاب: هاجس التغيير الديمقراطي، المؤلف: عبد القادر العلمي، (العدد 15/ ماي 1997).
- كتاب: عودة حي بن يقضان ، المؤلف: المهدي بن عبود، (العدد 16/ يونيو 1997).
- كتاب: أوهام المثقفين ، المؤلف: محمد الدغمومي، (العدد 17/ يوليوز 1997).
- كتاب: حقوق الإنسان والديمقراطية، المؤلف: محمد سبيلا، (العدد 19/ شتنبر 1997).
- كتاب: في الغمة المغربية - المؤلف: بنسالم حميش، العدد20، أكتوبر 1997.
- كتاب: المقاومة الريفية -- المؤلف: محمد خرشيش، (عدد:22، طبعة 1997م؛).

.

## 1998
- كتاب: يتعرى القلب -- المؤلف: محمد عزالدين التازي 1998
- كتاب: العولمة ورهانات الإعلام -- المؤلف: يحيى اليحياوي، العدد 33، يونيو 1998.
- كتاب: في الشعر العربي المعاصر -- المؤلف: محمد الميموني، العدد 34 يوليوز 1998.
- كتاب: الكاتب الخفي والكتابة المقنعة دراسة أدبية ونقدية—المؤلف: محمد عزالدين التازي،1998
- كتاب: مثقف الحرية والإصلاح: (علال الفاسي) -- المؤلف: محمد شكري سلام - العدد 37، غشت 1998.
- كتاب: قضايا ترجمة القرآن -- المؤلف: عبد النبي ذاكر؛ 1998.
- كتاب: الثلث الخالي -- المؤلف: حسن المفتي سنة 1998
- كتاب: تفاصيل سياسية -- المؤلف: محمد الساسي – 1998.
- كتاب: بعد الجلبة—المؤلف: عبد الكريم الطبال—ع2/ مارس / أبريل 1998.

## 1999
- كتاب: المغرب السينمائي: معطيات وتساؤلات – المؤلف: أحمد سيجلماسي – عدد 65 – 1999.
- كتاب: الشعر الغنائي الأمازيغي (الأطلس المتزسط نموذجا) -- محمد المسعودي وبوشتى ذكي العدد، 15 يوليوز 1999.
- كتاب: المسرح.. مرة أخرى -- حسن المنيعي: – 15 فبراير 1999
- كتاب: التعريب والتنمية -- مصطفى محسن، عدد 56، يونيو 1999،
- كتاب: أنا الأنـدلس -- المؤلف: محمد الصبـاغ—رقم 48، 1 فبراير 1999،
- كتاب: الشاي في الأدب المغربي -- المؤلف: عبد الحق المريني - عدد 57.1999
- كتاب: عن الذاكرة والهوية -- المؤلف: محمد المدلاوي؛ العدد 64 1999)،
- كتاب: جحا وشجرة التفاح -- المؤلف: أحمد الطيب العلج. 1999.
- كتاب: إضاءات … حول الأغنية المغربية -- المؤلف: إبراهيم ايت حو، ع2 / 1999.
- كتاب: سلة العنب -- المؤلف: أبي يوسف طه، العدد7: يناير- فبراير 1999.
- كتاب: نحن والتعليم ـ المؤلف: خالد البقالي القاسمي ـ عدد 50 ـ 1999.

## 2000
- كتاب: بروطابوراس ياناس، المؤلف: بنسالم حميش.
- كتاب: جزيرة الحكمة، جزيرة الكتابة، المؤلف: محمد الدغمومي.
- كتاب: حوارات، المؤلف: محمد بنعبد القادر.
- كتاب: الشعر المغربي المعاصر -- المؤلف: محمد الميموني العدد 34
- كتاب: في الترجمة -- المؤلف: عبد السلام بنعبد العالي
- كتاب: أسئلة الترجمة -- المؤلف: عبد الرحيم حزل، العدد 55.
- كتاب: سفركم المعروف بـ «التتياك» السياسي -- المؤلف: ؛ سلسلة «شراع» رقم 76:
- كتاب : بوح الأنوثة -- المؤلف : سعاد الناصر.
- كتاب : حقوق الإنسان والديموقراطية -- المؤلف : محمد سبيلا -- (كتاب الشهر رقم19)
- كتاب : هاجس التغيير الديموقراطي -- المؤلف : العلمي عبد القادر
- كتاب : لسان الحال
- كتاب : الثقافة والسياسة -- المؤلف : أحمد شراك 2000.
- كتاب : الخفي والكتابة المقنَّعة—المؤلف : محمد عز الدين التازي، (طنجة: سلسلة شراع رقم 72، 2000)
- كتاب : كتاب في الشعر الأفريقي (سلسلة شراع كتاب الشهر24)
- كتاب : دراسات في السينما / د.بشير قمري / سلسلة "شراع
- كتاب : جحا وشجرة التفاح : مسرحية،
- كتاب : ابن يسف، المفضل الحضري.